# Ames (Iowa)
Ames – miasto w Stanach Zjednoczonych w stanie Iowa, w hrabstwie Story.
Według spisu z 2008 roku liczyło 56 tysięcy mieszkańców. Miasto zostało nazwane na cześć dziewiętnastowiecznego kongresmena Oakesa Amesa.
W Ames ma swoją siedzibę Iowa State University.
Główny przemysł: elektroniczny.

## Kościoły i związki wyznaniowe
Spis na 2010 rok, obejmuje aglomeracje miasta:
- Kościół Ewangelicko-Luterański w Ameryce: 9184 członków w 11 zborach
- Kościół katolicki: 8825 członków w 6 kościołach
- Zjednoczony Kościół Metodystyczny: 6893 członków w 14 zborach
- Protestantyzm bezdenominacyjny: 5757 członków w 6 zborach
- Zbory Luterańskie w Misji dla Chrystusa: 2448 członków w 6 zborach
- Kościół Luterański Synodu Missouri: 1526 członków w 2 kościołach
- Wolny Kościół Ewangeliczny Ameryki: 1465 członków w 5 zborach
- Kościół Prezbiteriański USA: 1136 członków w 5 kościołach
- Południowa Konwencja Baptystów: 1043 członów w 6 zborach
- Kościoły Chrystusowe: 972 członków w 10 zborach
- Kościół Jezusa Chrystusa Świętych w Dniach Ostatnich: 920 członków w 4 świątyniach
- Stowarzyszenie "Winnica": 466 członków w 1 zborze
- Kościół Episkopalny: 461 członków w 1 zborze
- Stowarzyszenie Uniwersalnych Unitarian: 433 członków w 1 zborze
- Zjednoczony Kościół Chrystusa: 414 członków w 1 zborze
- Zbory Boże: 383 członków w 3 zborach
- Chrześcijański Kościół Reformowany w Północnej Ameryce: 340 członków w 2 kościołach
- Muzułmanie: 308 wyznawców w 2 meczetach
- Generalne Stowarzyszenie Regularnych Kościołów Baptystycznych: 4 zbory